# Меріон Делф-Сміт
Елен Меріон Делф-Сміт (англ. Ellen Marion Delf-Smith; 1883–1980) — британська вчена, ботанік.

## Життєпис
Елен Меріон Делф-Сміт народилася 31 січня 1883 року. Навчалася у школі James Allen's Girls' School, з 1902 по 1906 рік вивчала ботаніку в коледжі Girton College Кембриджського університету.
Після закінчення навчання в Кембриджі Меріон Делф-Сміт отримала посаду в коледжі Westfield College Лондонського університету. Їй доручили налагодити викладання ботаніки в коледжі.. Незважаючи на те, що в коледжі не було грошей на обладнання чи техніку, а також погану колекцію зразків, їй вдалося зібрати кошти, щоб краще облаштувати лабораторію. Її зусилля привели до того, що Університет затвердив Вестфілдську лабораторію для підготовки студентів до складання іспитів з ботаніки у 1910 році та з відзнакою у 1915 році; крім того, вона була визнана викладачем університету у 1910 році. У період з 1911 по 1916 рік вона вивчала фізіологію рослин, зокрема транспірацію. У 1912 році вона отримала ступінь доктора наук у Лондоні, у 1914 році повернулася до Гіртона як науковий співробітник.
Делф працювала науковим співробітником в Інституті превентивної медицини Лістера з грудня 1916 по січень 1920 року. Її дослідження стосувалися вмісту вітамінів у продуктах, включаючи військовий пайок, дослідження, необхідні для Месопотамської кампанії. У 1920 році вона досліджувала харчування, зокрема вміст вітаміну С, раціону шахтарських робітників у районі Йоганнесбургу, і в результаті «їхнє здоров'я значно покращилося». Вона також вивчала морські водорості у Кейптауні.
У 1921 році Делф повернулася до Вестфілда як викладач ботаніки та залишилася там до кінця своєї кар'єри. У 1939 році стала завідувачем кафедри ботаніки та керувала її переміщенням до Оксфорду під час Другої світової війни. Вона вийшла на пенсію у 1948 році, але продовжувала працювати у Вестфілді в якості садового стюарда. Пізніше вона працювала в раді, а з 1950 по 1955 рік була президентом асоціації випускників; у 1955 році обрана почесним стипендіатом. Вона була членом Лондонського Ліннеївського товариства.
У 1928 році вона вийшла заміж за художника Персі Джона Сміта та взяла прізвище Делф-Сміт. Вони мали спільні інтереси в малюванні та садівництві, жили у щасливому шлюбі, але Сміт помер у 1948 році. Делф-Сміт померла 23 лютого 1980 року у віці дев’яносто семи років. 